# Parafia Opatrzności Bożej w Warszawie (Rakowiec)
Parafia Opatrzności Bożej w Warszawie – parafia rzymskokatolicka należąca do dekanatu ochockiego, archidiecezji warszawskiej, metropolii warszawskiej Kościoła katolickiego, w Warszawie. Obsługiwana przez księży archidiecezjalnych.

## Historia
Rakowiec historycznie włączony był do parafii w Służewie, choć według niektórych źródeł jego wyodrębnienie od podlegającego tej parafii Rakowa, sprawiło, że związał się z parafią w Jazdowie. W drugiej połowie XX wieku jego obszar podlegał parafii Najświętszej Maryi Panny Królowej Świata. 
W 1956 proboszcz tej parafii wystąpił do władz z formalnym wnioskiem o zgodę na budowę kościoła na powstającym osiedlu. Projekt architektoniczny przygotował Bohdan Pniewski. Zgody nie uzyskano, ale na przygotowanej działce w 1958 postawiono krzyż i rozpoczęto prowizoryczne prace. W 1960 w baraku budowlanym utworzono prowizoryczną kaplicę i punkt katechetyczny, a w 1962 w drewnianej kaplicy zaczęto odprawiać msze. Została ona wówczas poświęcona przez prymasa Stefana Wyszyńskiego, który erygował nową parafię. W tym roku władze wyłączyły część działki, a w 1966 kolejną. Do 1972 trwały szykany wobec ks. Romualda Kołakowskiego organizującego aktywność kościelną, wydawano nakazy rozbiórki, a z drugiej strony działał ruch organizacji parafii i trwała rozbudowa kaplicy. Ostatecznie zgodę na budowę kościoła na zmniejszonej działce wydano w 1972. Nowy projekt architektoniczny opracował zespół Leszka Kołacza. Budowę rozpoczęto w 1974, ceremonię erekcji kościoła i wmurowania wmurowania kamienia węgielnego w 1976, a poświęcenie w 1979. Erekcja parafii i kościoła pod wezwaniem Opatrzności Bożej była traktowana jako zastępcze wypełnienie postanowienia budowy świątyni Opatrzności Bożej. 
W 1985 część obszaru parafii wydzielono do nowo powołanej parafii Zwiastowania Pańskiego na Rakowcu Południowym.

## Kościół i kaplica parafialne

### Kaplica
W kaplicy MB znajduje się zabytkowy obraz Matki Bożej z Dzieciątkiem, podarowany kościołowi przez kard. Stefana Wyszyńskiego. Obraz pochodzi prawdopodobnie z przełomu XIV/XV w., został odnaleziony na strychu parafii w Błędowie i przekazany prymasowi, który zlecił jego konserwację.

## Obszar parafii
Swoim zasięgiem obejmuje część historycznego Rakowca.
Po wydzieleniu parafii na Rakowcu Południowym, jej południowa granica biegnie ulicą Korotyńskiego (za nią znajdują się parafie Zwiastowania Pańskiego i św. Grzegorza Wielkiego), zachodnia ulicą Geodetów i Grójecką, z krótkim łącznikiem ul. Dickensa (za nią znajduje się parafia Najświętszej Maryi Panny Królowej Świata), północna ulicą Banacha (za nią znajduje się parafia św. Jakuba Apostoła), a wschodnia ulicą Żwirki i Wigury (za nią znajduje się parafia św. Andrzeja Boboli).

## Działalność
W obrębie parafii znajduje się kaplica Opatrzności Bożej w szpitalu przy Banacha.
Jednym z rezydentów parafii był biblista Waldemar Chrostowski. 